# Hunmanby
Hunmanby – wieś w Anglii, w hrabstwie North Yorkshire, w dystrykcie (unitary authority) North Yorkshire. Leży 56 km na północny wschód od miasta York i 298 km na północ od Londynu. W 2001 miejscowość liczyła 3279 mieszkańców.